# Christian Poulsen
Christian Bjørnshøj Poulsen (* 28. Februar 1980 in Asnæs auf Seeland) ist ein ehemaliger dänischer Fußballspieler und heutiger -trainer. Er kam meist als Mittelfeldspieler zum Einsatz.
In seiner aktiven Karriere stand er bei Vereinen in Dänemark, Deutschland, Spanien, Italien, England, Frankreich und in den Niederlanden unter Vertrag. Er kam in 92 Spielen für die dänische Nationalmannschaft zum Einsatz und beendete Ende 2016 seine aktive Karriere.

## Karriere als Aktiver

### Verein

#### Jugend und frühe Karriere
Mit dem Fußballspielen begann Poulsen 1985 bei Asnæs BK. Nach der Zwischenstation Holbæk B&I, bei denen er mit 17 Jahren Mannschaftskapitän wurde, ging er 2000 zum FC Kopenhagen, mit dem er 2001 die dänische Meisterschaft gewann. In der Champions-League-Qualifikation gegen Lazio Rom ausgeschieden, spielte Poulsen mit dem FC Kopenhagen im UEFA-Cup weiter. Dort schied man gegen den späteren Finalisten Borussia Dortmund aus. Zum Ende der Saison 2001/02 wurde Poulsen mit dem FC Kopenhagen Vizemeister; das Endspiel im dänischen Pokalwettbewerb wurde mit 1:2 gegen Odense BK verloren. Somit gelang es Poulsen nicht, mit dem FC Kopenhagen einen Titel zu gewinnen.

#### FC Schalke 04
Kurz nach dem UEFA-Cup-Spiel des FC Kopenhagen mit Poulsen gegen Borussia Dortmund bekundete Dortmund Interesse an Poulsen. Die Verhandlungen zwischen Kopenhagen und Dortmund scheiterten allerdings an der zu zahlenden Ablösesumme für den Spieler. Später entschied sich Poulsen für einen Wechsel zu Borussia Dortmunds Erzrivalen FC Schalke 04, der zur Saison 2002/03 vollzogen wurde.
Sein Debüt für Schalke 04 gab er am ersten Spieltag der neuen Saison, in der Schalke 04 am Ende den siebten Tabellenplatz belegte; Poulsen kam dabei zu 24 Einsätzen und erzielte ein Tor. In der Saison 2004/05 wurde er mit Schalke Vizemeister.
Während seiner 4 Jahre bei Schalke gehörte Poulsen regelmäßig zur Stammformation und kam auf 111 Einsätze in der Bundesliga. Zudem absolvierte er 23 Spiele im UEFA-Pokal und sechs weitere in der Champions League, in denen er drei Tore erzielte.

#### FC Sevilla
Zur Saison 2006/07 wechselte Poulsen zum FC Sevilla, der zuvor den UEFA-Pokal gewonnen hatte. Zuvor hatte der FC Villarreal Poulsen aus einem Vorvertrag entlassen. Für die Entlassung mussten 850.000 Euro bezahlt werden. Poulsen gewann am 16. Mai 2007 mit dem FC Sevilla den UEFA-Pokal, dem somit die Titelverteidigung gelang, und am 23. Juni 2007 die Copa del Rey nach einem 1:0-Finalsieg gegen den FC Getafe.

#### Juventus Turin
Zur Saison 2008/09 wechselte Christian Poulsen für 9,75 Millionen Euro zum italienischen Rekordmeister Juventus Turin, bei dem er einen Vierjahresvertrag unterzeichnete. Am 31. August 2008 debütierte er für Juventus in der Serie A am ersten Spieltag gegen die AC Florenz in der Anfangself. In seiner ersten Saison kam Poulsen auf 23 Einsätze und erzielte ein Tor. Mit den Turinern wurde Poulsen Vizemeister. In der Folgesaison kam er für Juve in 25 Spielen zum Einsatz. In der Champions League 2009/10 kam Poulsen in fünf Spielen zum Einsatz, zudem wurde er im Achtelfinalrückspiel gegen den FC Fulham eingesetzt.

#### FC Liverpool
Im August 2010 wechselte Poulsen für etwa fünf Millionen Euro zum englischen Verein FC Liverpool, bei dem er wieder unter Roy Hodgson, seinem Trainer aus der Zeit beim FC Kopenhagen, spielte. Nach dem Trainerwechsel von Hodgson zu Kenny Dalglish verlor Poulsen seinen Stammplatz. Er kam für Liverpool lediglich in zwölf Spielen in der Premier League zum Einsatz.

#### FC Évian Thonon Gaillard
Ende August 2011 wechselte er in die französische Ligue 1 und unterschrieb beim Aufsteiger Évian Thonon Gaillard FC; der Vertrag lief bis zum Saisonende. In Évian kam Poulsen zu 24 Einsätzen und belegte mit dem Verein den neunten Tabellenplatz.

#### Ajax Amsterdam
Im August 2012 zog es Poulsen zu Ajax Amsterdam, bei dem mit Christian Eriksen, Nicolai Boilesen und Lasse Schöne drei dänische Landsleute spielten. Für den niederländischen Rekordmeister debütierte er am 15. September 2012 in der Eredivisie gegen den RKC Waalwijk und stand in der Anfangself. Poulsen blieb zwei Jahre bei Ajax und wurde dort als Stammspieler eingesetzt. In der Saison 2012/13 kam er dabei auf 25, in der Saison 2013/14 auf 29 Einsätze (ein Tor). In beiden Saisons gewann er mit Ajax die niederländische Meisterschaft.

#### Rückkehr zum FC Kopenhagen
Im September 2014 kehrte Poulsen zum FC Kopenhagen zurück. Am 19. Oktober 2014 gab er seinen Einstand beim 1:0-Sieg am elften Spieltag gegen Randers FC, als er in der 88. Minute für Nicolai Jørgensen eingewechselt wurde. In der Saison 2014/15 kam er für den FC Kopenhagen 16-mal zum Einsatz, dabei erzielte er ein Tor. Zum Saisonende verließ er den FC Kopenhagen. Seitdem war er ohne Verein. Am 29. Dezember 2016 beendete Poulsen seine aktive Karriere.

### Nationalmannschaft
Am 10. November 2001 debütierte Poulsen in der dänischen Nationalelf beim 1:1 im Spiel in Kopenhagen gegen die Niederlande in der Anfangself. Für die Nationalelf kam er auf 92 Länderspiele und erzielte sechs Tore. Poulsen nahm mit der Nationalelf an der WM 2002, der EM 2004 und an der WM 2010 und an der EM 2012 teil. Das letzte Gruppenspiel der EM-Endrunde 2012 am 17. Juni 2012 gegen Deutschland war sein letztes Spiel für die dänische Nationalmannschaft.
Im August 2012 trat er aus der Nationalmannschaft zurück.

### Besondere Vorkommnisse
- Beim EM-Spiel gegen Italien am 14. Juni 2004 in Guimarães (0:0) wurde er vom italienischen Spieler Francesco Totti angespuckt, nachdem er diesen provoziert hatte. Totti wurde daraufhin für drei Spiele gesperrt.
- Im EM-Qualifikationsspiel gegen Schweden am 2. Juni 2007 schlug Poulsen dem Schweden Markus Rosenberg in den Bauch und wurde vom Platz gestellt, woraufhin ein Fan den Schiedsrichter Herbert Fandel angriff.
- Er ist neben Florin Răducioiu, Stevan Jovetić und Justin Kluivert einer von vier Spielern, der in den fünf größten Ligen Europas spielte (England, Spanien, Deutschland, Italien, Frankreich).

## Karriere als Trainer
Im September 2018 begann Christian Poulsen ein Praktikum bei der Profimannschaft von Ajax Amsterdam. Später bekam er eine Festanstellung und schloss sich somit endgültig dem Trainerteam an; zur Saison 2019/20 wurde Christian Poulsen neuer Co-Trainer unter Cheftrainer Erik ten Hag.

## Titel und Erfolge

### Im Verein
- Dänischer Meister: 2001
- Dänischer Pokalsieger: 2015
- Dänischer Super-Cup: 2001
- UEFA Intertoto Cup: 2003, 2004
- DFL-Ligapokal: 2005
- UEFA Super Cup: 2006
- UEFA-Pokal: 2007
- Copa del Rey: 2007
- Eredivisie: 2013, 2014

### Individuelle Erfolge und Ehrungen
- Dänemarks Fußballer des Jahres: 2005, 2006